# Rya, Härryda kommun
Rya är en tätort i Härryda kommun, belägen strax öster om den något större orten Härryda.

## Befolkningsutveckling
| Befolkningsutvecklingen i Rya 1990–2020                                                             | Befolkningsutvecklingen i Rya 1990–2020 | Befolkningsutvecklingen i Rya 1990–2020 | Befolkningsutvecklingen i Rya 1990–2020 | Befolkningsutvecklingen i Rya 1990–2020 |
| --------------------------------------------------------------------------------------------------- | --------------------------------------- | --------------------------------------- | --------------------------------------- | --------------------------------------- |
| |                                         |                                         |                                         |                                         |
| År                                                                                                  |                                         |                                         | Folkmängd                               | Areal (ha)                              |
| 1990                                                                                                | 1990                                    |                                         | 203                                     | 35#                                     |
| 1995                                                                                                | 1995                                    |                                         | 265                                     | 61                                      |
| 2000                                                                                                | 2000                                    |                                         | 284                                     | 61                                      |
| 2005                                                                                                | 2005                                    |                                         | 295                                     | 61                                      |
| 2010                                                                                                | 2010                                    |                                         | 290                                     | 62                                      |
| 2015                                                                                                | 2015                                    |                                         | 365                                     | 95                                      |
| 2020                                                                                                | 2020                                    |                                         | 375                                     | 93                                      |
| Anm.: 1990 småort med namnet Rya + Ryahed. Ny tätort 1995. Införlivat Björkesdal 2015 # Som småort. |                                         |                                         |                                         |                                         |